# 弗拉丹·马蒂奇
弗拉丹·马蒂奇（1970年4月28日—），塞尔维亚前男子手球运动员。他曾代表南联盟参加2000年夏季奥林匹克运动会手球比赛，结果队伍获得第四名。